# إيزابيل نانتي
إيزابيل نانتي (بالفرنسية: Isabelle Nanty)‏ هي كاتبة سيناريو ومخرجة وممثلة فرنسية، ولدت في 21 يناير 1962 في فرنسا.

## أعمال

### أفلام
- (2001) أميلي[6]

## وصلات خارجية
- إيزابيل نانتي على موقع IMDb (الإنجليزية)
- إيزابيل نانتي على موقع ألو سيني (الفرنسية)
- إيزابيل نانتي على موقع ميوزك برينز (الإنجليزية)
- إيزابيل نانتي على موقع أول موفي (الإنجليزية)
- إيزابيل نانتي على موقع قاعدة بيانات الأفلام السويدية (السويدية)
- إيزابيل نانتي على موقع ديسكوغز (الإنجليزية)
- إيزابيل نانتي على موقع قاعدة بيانات الفيلم (الإنجليزية)
- إيزابيل نانتي على موقع كينوبويسك (الروسية)